# Volborthita
La volborthita es un mineral vanadato, por tanto de la clase de los minerales fosfatos. Fue descubierta en 1837 cerca de Perm, en el distrito federal del Volga (Rusia), siendo nombrada así en honor de Alexander von Volborth, paleontólogo ruso. Sinónimos poco usados son: knauffita o uzbekita.

## Características químicas
Es un vanadato hidratado e hidroxilado de cobre. Visualmente muy similar a la vesignieíta.

## Formación y yacimientos
Aparece como mineral secundario raro en la zona de oxidación de yacimientos minerales hidrotermales de minerales del vanadio.
Suele encontrarse asociado a otros minerales como: brochantita, malaquita, atacamita, tangeíta, crisocola, barita o yeso.